# Ledyard (Nowy Jork)
Ledyard – miasto w Stanach Zjednoczonych, w stanie Nowy Jork, w hrabstwie Cayuga.